# 51 Orionis
Ne doit pas être confondu avec β (Beta) Orionis.
Désignations
51 Orionis (en abrégé 51 Ori), également désignée b Orionis, est une étoile géante de la constellation d'Orion. Elle est visible à l'œil nu avec une magnitude apparente de 4,90. D'après la mesure de sa parallaxe annuelle par le satellite Gaia, l'étoile est distante d'environ ∼ 306 a.l. (∼ 93,8 pc) de la Terre . Elle s'éloigne du Système solaire à une vitesse radiale de +88 km/s.
51 Orionis est une étoile géante rouge évoluée de type spectral K1III. On estime qu'elle est 1,36 fois plus massive que le Soleil et qu'elle âgée d'environ quatre milliards d'années. Le rayon de l'étoile est autour de 19 fois plus grand que le rayon solaire, elle est 132 fois plus lumineuse que le Soleil et sa température de surface est de 4 382 K. Elle apparaît avoir une faible métallicité, avec une abondance en fer qui ne vaut que 30 % l'abondance solaire en fer. L'étoile fait partie du disque mince de la Voie lactée.